# Tomáš Akvinský

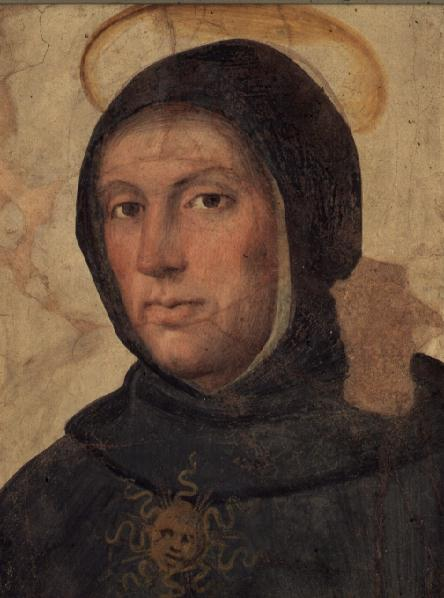
Fra Bartolomeo: Tomáš Akvinský (kolem 1500)

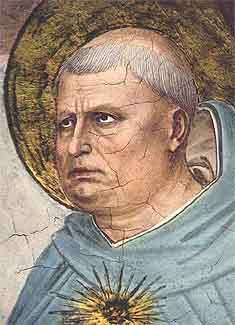
Fra Angelico: Tomáš Akvinský (kolem 1440)

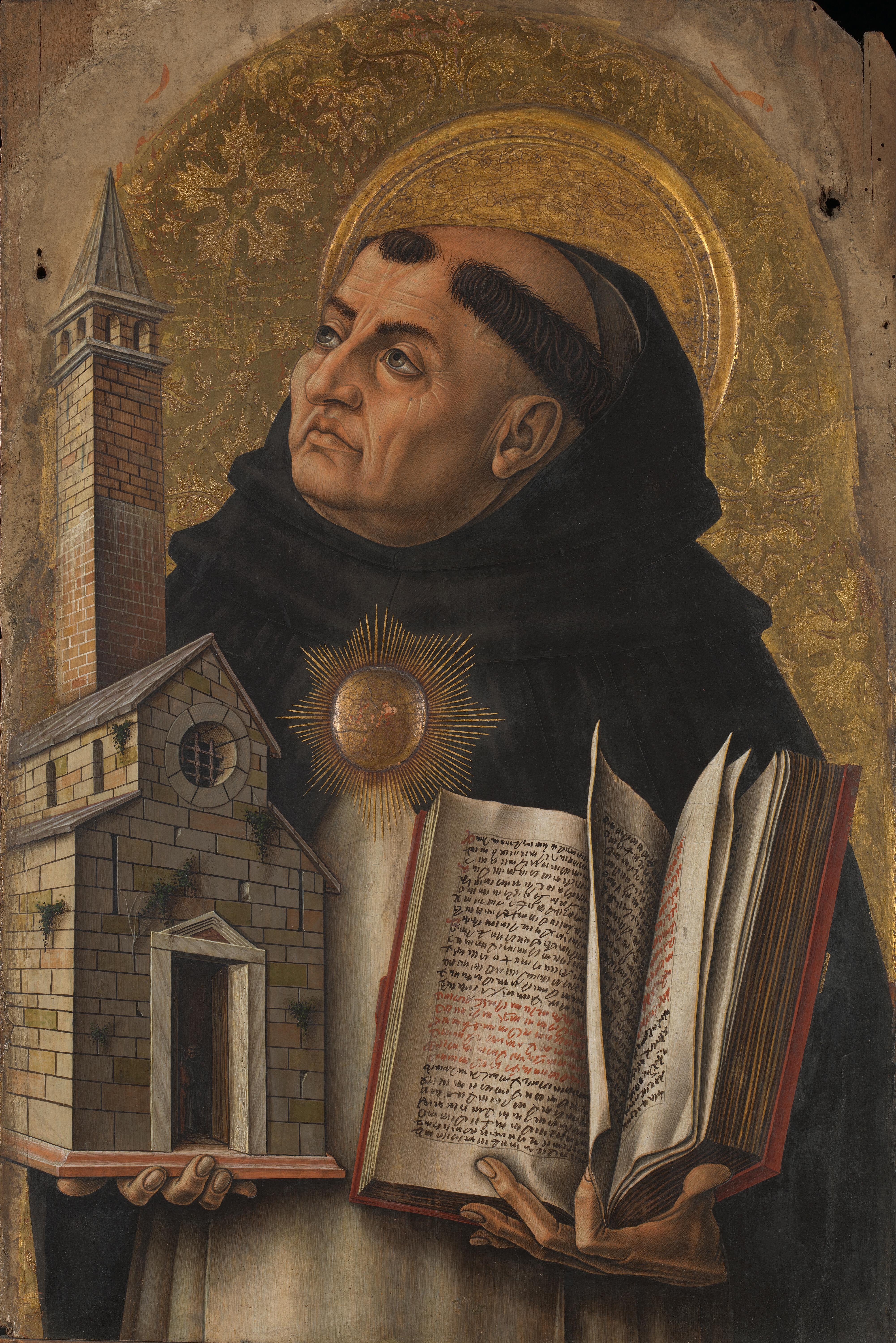
Carlo Crivelli: Sv. Tomáš Akvinský (15. stol.)

Svatý Tomáš Akvinský OP (1225 – 7. března 1274; latinsky Thomas Aquinas, krátce Aquinatus, Aquinata nebo jen Tomáš, také přízviskem Doctor angelicus – Andělský doktor) byl katolický filosof a teolog scholastické kultury. Jeho práce znamenala vrchol scholastiky. V římskokatolické církvi patří mezi 36 učitelů církve a platí za jednoho z největších teologů. Za svatého byl prohlášen roku 1323. Z jeho názorů vychází významné filosofické a teologické směry označované po něm jako starotomismus, tomismus a novotomismus. Jeho nejvýznamnějším dílem je rozsáhlá Summa theologická. Kromě teologických spisů napsal i řadu spisů filosofických, slavné dopisy směrované své matce, komentářů k Aristotelovi a k Bibli, polemik a pět náboženských hymnů, oslavujících Nejsvětější svátost, například Adoro te devote (Klaním se ti vroucně), Pange, lingua (Chvalte, ústa), Verbum supernum prodiens (Slovo shora sestupující) nebo sekvenci Lauda Sion Salvatorem (Sióne chval Spasitele).

## Život
Tomáš pocházel ze starého italského šlechtického rodu, v dětství ho rodiče poslali do blízkého benediktinského kláštera Monte Cassino. V letech 1239–1244 studoval na univerzitě v Neapoli a 1244 vstoupil proti vůli rodiny do žebravého řádu dominikánů, který ho vyslal studovat do Říma. Na cestě k dalšímu studiu do Boloni jej příbuzní zajali a rok drželi na rodném hradě, roku 1245 jej ale propustili. Studoval pak v Paříži u Alberta Velikého, s nímž v roce 1248 odešel do Kolína nad Rýnem. Tam pak působil jako jeho asistent, v letech 1252–1259 přednášel filosofii a teologii v Paříži, v dalších letech patrně v Neapoli, v Orvietu, v letech 1265–1268 v Římě a v letech 1268–1272 opět v Paříži, kde vznikla velká část jeho spisů. Od roku 1272 přednášel v Neapoli a roku 1273 měl prý vidění, v němž hovořil se samým Kristem. Když se probral, řekl svému tajemníkovi, že už nic psát nebude, protože mu všechno, co napsal, připadá jako sláma. Zemřel cestou na Druhý lyonský koncil, kam ho vyslal papež Řehoř X., aby se účastnil disputace s východní (ortodoxní) církví. Cestou na oslu se uhodil o větev do hlavy, po několika dnech v cestě pokračoval, ale musel se uchýlit do kláštera Fossanova (asi 100 km JV od Říma), kde po několika dnech zemřel. Jeho ostatky byly roku 1369 přeneseny do řádového kostela Jakobínů v Toulouse, roku 1789 do chrámu sv. Saturnina a roku 1974 opět do kostela Jakobínů. Roku 1323 byl prohlášen za svatého a roku 1567 jej papež prohlásil za učitele církve.

## Dílo
Neuvěřitelný rozsah Tomášova díla – 30 svazků velkého formátu – vysvětluje jeho tajemník tak, že diktoval 4–5 písařům najednou. Za svého působení na různých univerzitách se setkal s mnoha významnými učenci 13. století – vedle zmíněného Alberta Velikého to byl např. Vilém z Moerbeke, který z Tomášova podnětu přeložil celé (dostupné) Aristotelovo dílo do latiny. Zejména za svého druhého pobytu v Paříži polemizoval s významnými učenci své doby, jak s odpůrci Aristotela (svatý Bonaventura, Johan Peckham), tak s radikálními averroisty (Siger z Brabantu), a měl tak příležitost upřesňovat své názory.
Z jeho spisů mají největší význam:
- Summa theologiae („Souhrn teologie“, 1265–1273), nejdůležitější Tomášovo dílo, jehož poslední díl dokončil Reginald z Piperna.
- Summa contra gentiles („Souhrn proti pohanům“, 1259–1264)
- Drobné spisy (Opuscula), například De ente et essentia („O jsoucím a bytnosti“) a De aeternitate mundi („O věčnosti světa“).
- Quaestiones quodlibetales a disputatae, například „O pravdě“ a „O zlu“.
- 11 knih komentářů k Aristotelovi (Sententiae, zejména k Fyzice, Etice a Metafyzice), k Boethiovi a dalším.
- Komentáře k biblickým knihám.
- Catena aurea, komentář k Bibli, sestavený z citátů.

## Myšlení
Ve 13. století se v Evropě objevily – částečně arabským prostřednictvím – Aristotelovy spisy, které křesťané pokládali za ateistické. Hlavními body sporu bylo učení o jednotném univerzálním rozumu proti křesťanskému učení o individuální duši a učení o věčnosti světa proti biblickému Stvoření. Tomášovo dílo je pokus o řešení těchto (a dalších) sporných otázek.
Tomášova filosofie vychází z teologické interpretace Aristotelova díla, byla však významně ovlivněna také novoplatonismem. Aristotelovu představu metafyzického boha jako „počátku pohybu“ Tomáš koriguje biblickou představou osobního Boha z jeho Zjevení. Jeho metoda je většinou dialektická: klade jednotlivé otázky (Quaestio) a rozebírá je v několika článcích (Articulus) vždy stejným postupem. Každý z více než 3100 článků Teologické summy začíná obecným míněním (videtur), následují argumenty pro toto mínění a proti němu (sed contra). Pak přijde vlastní Tomášův rozbor otázky a její řešení, které je vždy opakem počátečního mínění, a často spočívá v tom, že se objeví dvojznačnost. Článek končí odpověďmi na argumenty.
Tomášovo učení bylo zprvu západní církví i pařížskou univerzitou odmítáno a pařížský arcibiskup Étienne Tempier je roku 1277 odsoudil. Tomistická filosofická škola, kterou Tomáš založil, se přesto stala půlstoletí po Tomášově smrti na dlouhou dobu hlavním směrem křesťanské filosofie. Souběžně ovšem existovaly i směry další.
Pokračování tomistické školy, novotomistická filosofie, byla roku 1879 papežskou encyklikou Aeterni Patris označena za oficiální filosofii církve. Novotomismus zaujímá významné postavení i v současné filosofii.

### Cesty k důkazu existence Boha
Tomáš vymezil hranice mezi vírou a rozumem, pokusil se je vzájemně uvést do harmonie. Pravda je podle něj jen jedna, ale vedou k ní dvě cesty, cesta rozumu a cesta víry, tj. cesta zjevené pravdy, která je poznatelná lidským rozumem podobně jako pravdy přírody (tj. přirozeného světa). Stejně tak je možné obhájit rozumem existenci Boha. Tomáš v Sumě odmítl tzv. ontologický důkaz Anselma z Canterbury a zdůraznil, že diskuse je možná jen pokud odpůrce něco připouští. Sám potom formuloval celkem pět následujících cest k důkazu, přičemž se inspiroval Aristotelovou metodikou, a také učením Augustinovým:
- z pohybu (změny) lze usuzovat, že musí existovat prvotní impuls
- vše má svou příčinu, musí však existovat prvotní příčina
- věci existují nebo neexistují; to, že existují, způsobuje nějaká nutnost
- skutečnost je rozdělena dle stupňů dokonalosti, musí však existovat nejvyšší stupeň dokonalosti
- v uspořádání věcí je smysl, stejně jako ve směřování věcí, musí však existovat něco, co dané věci řídí.[3]

### Společnost a právo

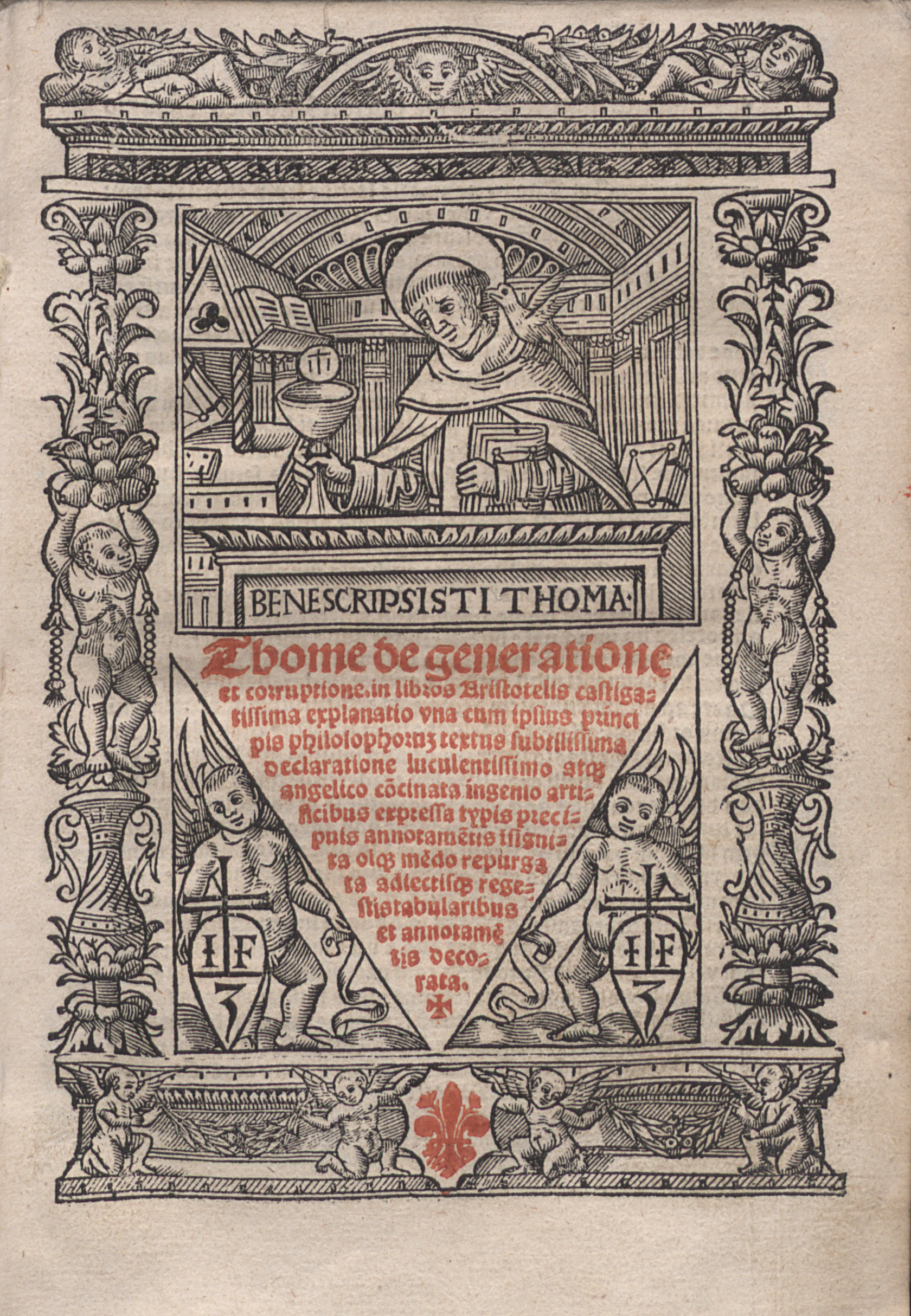
Super libros de generatione et corruptione

Tomášovy názory na lidskou společnost, její uspořádání a právo, jsou soustředěny hlavně ve druhém dílu „Summy teologické“, kde se rozebírá otázka ctností a zejména spravedlnosti. Opírají se jak o Bibli, tak o Aristotela a další autority, které často cituje. Jsou významné pro dějiny práva i pro politologii.
Společnost podle Tomáše je sdružení lidí k tomu, aby společně něco činili. K tomu je třeba prozíravosti, která má sledovat dobré a varovat se zlého. Působí trojím způsobem: radí, posuzuje a nařizuje či vládne. Vláda není jen důsledek prvotního hříchu, nýbrž je ustanovena pro společné dobro. Spravedlnost se týká toho, co je jeden člověk povinen druhému, a to buď určitému jednotlivci, anebo komukoli z nějakého společenství. Nástrojem spravedlnosti je zákon, což je „nějaké rozumné uspořádání ke společnému prospěchu, vyhlášené tím, kdo má společnost na starosti.“
Nejvyšším zákonem je zákon Boží, od něhož se odvozuje zákon přirozený, daný všem lidem při Stvoření, a tedy nezměnitelný. Lidské zákony může vyhlašovat panovník nebo shromáždění lidu, nesmějí ale být v rozporu se zákonem přirozeným. Zákon je pravidlo i měřítko lidských jednání, něco ukládá a něco zakazuje. Jeho účelem je ustavit přátelství mezi lidmi a lidí vůči Bohu. Zákon má být nejen spravedlivý, ale také proveditelný, má odpovídat místním zvyklostem, místu a času. Zákon, který by nebyl spravedlivý, není zákon, nýbrž násilí, a kdyby odporoval zákonu Božímu, nesmí se poslouchat.
Panovník může zákon změnit, musí se jím však sám také řídit, i když se sám nemůže potrestat. Zákony se mění jednak proto, že se mění a zdokonaluje lidské poznání, jednak že se mění životní podmínky lidí, kteří se zákonem řídí. Tomáš cituje sv. Augustina, že je-li lid vážný a stará se o společné dobro, má se mu dovolit, aby si sám volil úředníky, kteří veřejné věci spravují.

## Výtvarné umění

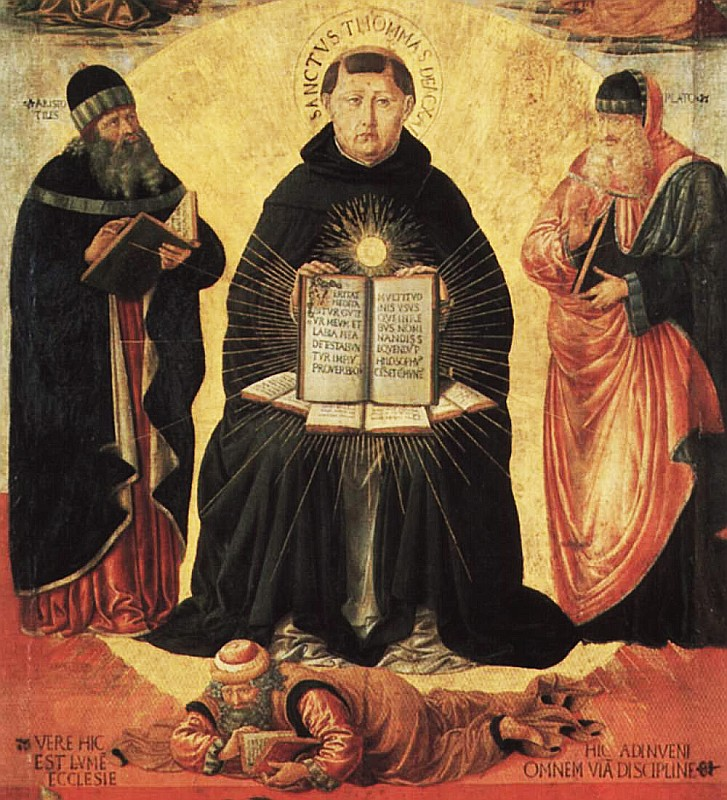
B. Gozzoli: Tomáš Akvinský trůní mezi Platonem a Aristotelem, se zářící hvězdou na prsou, svou Summou na klíně a nenáviděným Averroem pod nohama.

Ve výtvarném umění bývá Tomáš Akvinský zobrazován v dominikánském hábitu, jeho atributy jsou: hvězda na prsou, kniha, kalich, příp. lilie v ruce. Někdy mívá u ucha holubici jako symbol božské inspirace. Dále vůl dle přezdívky z mládí Němý vůl. Časté jsou nápisy citující z jeho děl.
Někdy bývá zobrazován, jak vyhání hořícím polenem mladou komornou, pomocí které ho rodina chtěla odlákat od mnišského života. Dále se dvěma anděly a pásem cudnosti, kteří ho pak měli navštívit a zbavit ho tak pokušení. Další zobrazení je s františkánem sv. Bonaventurou, který mu odkrývá krucifix za závěsem, odpověď na Tomášovu otázku, odkud bere své hluboké znalosti Boha. Jiný typ je na trůně mezi antickými filosofy Platonem a Aristotelem a s bludaři pod nohama.

#### Texty
- O byti a bytnosti. Praha: Dědictví sv. Prokopa 1887
- Suma teologická. Olomouc: Krystal 2003
- O zákonech v Teologické sumě. Olomouc: Krystal OP 2004
- O lásce. Olomouc: Krystal OP 2005
- Otázky o svědomí. Olomouc: Krystal OP 2010
- O duši. Olomouc: Krystal OP 2010
- Rozprava s řeckými teology. Olomouc: Krystal OP 2010
- Výklad Vyznání víry a Desatera. Olomouc: Krystal OP 2011
- Kompendium teologie. Olomouc: Krystal OP 2011
- Otázky o ctnostech I. Olomouc: Krystal OP 2012
- O důvodech víry. Olomouc: Krystal OP 2012
- O dobru. Olomouc: Krystal OP 2012

#### Sekundární
- Jan Křt. Votka S. J.. Úvod k českému překladu spisku O byti a bytnosti. Praha: Dědictví sv. Prokopa 1887
- CHENU, M.-D. Tomáš Akvinský. Praha: Volvox Globator, 2000. ISBN 80-7207-389-3.
- CHESTERTON, Gilbert Keith. Svatý Tomáš Akvinský. Praha: Krystal OP, 1993. ISBN 80-901528-1-3.
- Filosofický slovník. 2. vyd. Olomouc: Nakladatelství Olomouc, 1998. 464 s. ISBN 80-7182-064-4.
- KENNY, Anthony. Tomáš Akvinský. Praha: ΟΙΚΟΥΜΕΝΗ, 1993. ISBN 80-85241-25-0.
- PIEPER, Josef. Tomáš Akvinský : život a dílo. Praha: Vyšehrad, 1997. ISBN 80-7021-224-1.
- SCHAUBER, Vera; SCHINDLER, Hanns Michael. Rok se svatými. 2. vyd. Kostelní Vydří: Karmelitánské nakladatelství, 1997. 702 s. ISBN 80-7192-304-4.
- SCHERER, Georg. Tomáš Akvinský s Georgem Schererem. Kostelní Vydří: Karmelitánské nakladatelství, 2005. ISBN 80-7192-947-6.
- SOUSEDÍK, Stanislav. Jsoucno a bytí : úvod do četby sv. Tomáše Akvinského. Praha: Křesťanská akademie, 1992. ISBN 80-900615-8-3.
- ŠEVČÍK, František Josef. Svatý Tomáš Akvinský : učitel církevní a ochránce katolických škol. Brno: Papežská knihtiskárna benediktinů rajhradských, 1899. 379 s. Dostupné online.
- TÓTH R., KRNO S., KULAŠÍK P. Stručný politologický slovník. UNIAPRESS 1991, ISBN 80-85313-18-9
- WOLTERSTORFF, Nicholas. Moudrý život v temnotách: Akvinský a Reid. Reflexe, roč. 19, č. 38 (2010), s. 63–74. Dostupné online.
- EKERT, František. Církev vítězná: životy Svatých a Světic Božích. V Praze: Nákladem Dědictví sv. Jana Nepomuckého, 1892. Svazek první. Podíl údů Dědictví Svatojanského; č. 79. Str. 375–383. Dostupné online, 15. března 2024.